# Ganggrab auf dem Sonderling
Das Ganggrab auf dem Sonderling, auch Lastrup II genannt, ist ein neolithisches Ganggrab in der Gemeinde Lastrup im Landkreis Cloppenburg in Niedersachsen. Das Großsteingrab mit der Sprockhoff-Nr. 969 entstand zwischen 3500 und 2800 v. Chr. und ist eine Megalithanlage der Trichterbecherkultur (TBK). Das Ganggrab ist eine Bauform jungsteinzeitlicher Megalithanlagen, die aus einer Kammer und einem baulich abgesetzten, lateralen Gang besteht. Diese Form ist primär in Dänemark, Deutschland, den Niederlanden und Skandinavien sowie vereinzelt in Frankreich zu finden.

## Lage
Das Großsteingrab liegt unter einer Baumgruppe nordöstlich von Lastrup, südlich von Klein Roscharden und nördlich der Vlämischen Straße B 213 (E 233) von Lastrup nach Cloppenburg in Niedersachsen.

## Beschreibung
Die Anlage besteht aus einer Ost-West gerichteten Kammer von etwa 17,0 Meter Länge und 1,5 Meter Breite. Von ehemals 26 Tragsteinen und ehemals elf Decksteinen fehlen jeweils sieben. Der größte Deckstein ist 3,0 × 2,2 × 0,8 Meter groß und hat oben ein Bohrloch von einem Sprengversuch. Einige Decksteine sind in die Kammer gestürzt. Der Zugang lag vermutlich in der Mitte der Südseite. Die Gesamtlänge der ovalen, nur im südöstlichen Bereich in einer zusammenhängenden Partie erhaltenen Einfassung beträgt 25 Meter bei etwa 6,5 Meter Breite.
Die Anlage wurde 1884 vom Oldenburger Landesverein von einem Bauern gekauft, um ihre Zerstörung zu verhindern.

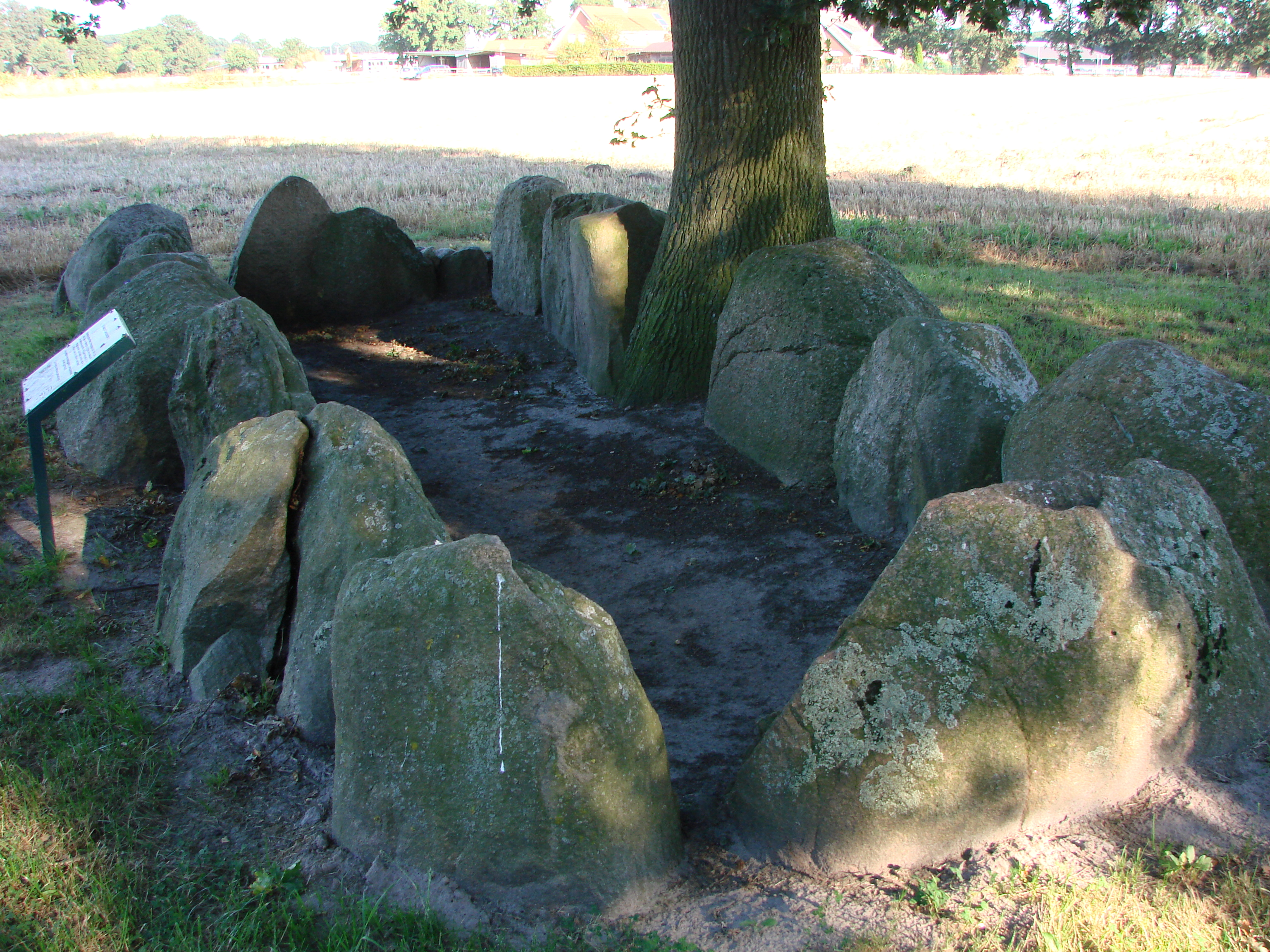
Dwerschsonderling

Dicht daneben liegt das Großsteingrab Dwerschsonderling (Sprockhoff-Nr. 970), das im Jahre 1886 vom Pastor Wulf von einer anderen Stelle geholt und hier wieder aufgebaut wurde. Auch diese Anlage ist Ost-West orientiert. Ihre Länge beträgt 7,4 Meter, die Breite zwei Meter. Die Decksteine sind nicht mehr vorhanden.